# Jacques de Chammard
Jacques de Chammard, né le 1er janvier 1888 à Tulle (Corrèze) et mort le 25 décembre 1983 à Tulle (Corrèze), est un homme politique français.

## Biographie
Jacques de Chammard effectue des études de droit qualifiées de brillantes et intègre l'administration préfectorale en qualité de sous-préfet. Son comportement pendant la Première Guerre mondiale lui vaut d'être nommé chevalier et par la suite officier puis commandeur de la Légion d'honneur.
Membre du Parti républicain, radical et radical-socialiste, il est élu député de la Corrèze en 1924 puis réélu sans interruption jusqu'en 1936. En 1925, il devient également maire de sa ville natale. Il est Vice-président de la Chambre des députés de 1934 à 1936, et conseiller général du département à partir de 1935. Battu lors du scrutin de 1936 qui voit la victoire du Front populaire, il se fait élire au Sénat en 1938 ; le 10 juillet 1940, il approuve la remise des pleins pouvoirs au Maréchal Pétain.
Ce dernier vote, ainsi que le maintien de Jacques de Chammard à la mairie de Tulle jusqu'en 1942 occasionnent quelques difficultés pour l'élu à la Libération. Brouillé avec Henri Queuille dont il était proche avant le conflit, en délicatesse avec le Parti radical, Jacques de Chammard décide de quitter le parti et tente de reconstruire le Parti républicain-socialiste, réduit à l'état de coquille vide depuis la déclaration de guerre. Ceci lui permet de retrouver une petite tribune nationale d'expression et d'intégrer les organes de direction du Rassemblement des gauches républicaines, auquel le PRS est apparenté depuis 1946.
Cette stratégie ne lui permet pas de retrouver le chemin du Parlement mais Jacques de Chammard parvient à se faire élire conseiller général du canton de Tulle-Sud en 1951 et conseiller municipal de Tulle de 1953 à 1957.